# Копенгагенський університет
Копенгагенський університет (дан. Københavns Universitet) — один із найстаріших університетів у Північній Європі та найбільша навчально-дослідна установа в Данії. Копенгагенський університет був офіційно відкритий 1 червня 1479 року, щойно король Кристіан I дістав схвалення від Римського папи Сікста IV.
За даними журналу «Таймс», Копенгагенський університет займає 66-те місце у світі та 20-те в Європі. В огляді журналу також відзначається, що Гуманітарний факультет перебуває на 18-му місці у світі, а факультет суспільних наук входить до 50 найкращих факультетів у своїй галузі. Університет складається приблизно зі 100 різних інститутів, факультетів, лабораторій, навчальних центрів і музеїв.

## Історія
Університет був сформований за зразком німецьких університетів і спершу складався з чотирьох факультетів: факультету богослов'я, юридичного факультету, а також медичного та філософського факультетів. Як це відбувалося і з усіма іншими середньовічними університетами, Університет Копенгагена був частиною Римо-католицької церкви.
Реформація в 1536 році означала радикальну зміну в статусі й ролі університету в данському суспільстві. Але з організаційного погляду, університет мав залишатися навчальним закладом за середньовічною моделлю, яка визначала діяльність університету далеко на майбутнє. І тільки в 1771 році університет втратив свою власну юрисдикцію. А в другій половині XX століття, нарешті, остаточно зникає те, що називали «професорською владою».
З 1479 по 2004 роки університет очолювали ректор і консисторія. У 2004/2005 роках відбулися значні зміни в принципах управління університетом, і консисторія була замінена радою керуючих.
Статут, прийнятий у 1788 році, визначав сферу дій університету, це сприяло поступовому перетворенню університету з класичного європейського в сучасну науково-дослідну установу.
У 1788 році Копенгагенський університет мав викладацький склад приблизно з 20 постійних викладачів, а також 1000 студентів. До 1900 року викладачів та студентів в університеті було, відповідно, вже 60 і 4000. На початку XXI століття університет налічує 37 000 студентів (2007) та понад 7000 викладачів і службовців і є найбільшим у Данії.

## Навчання
Шість факультетів університету пропонують студентам навчання за 200 програмами, що включає гуманітарні науки, юриспруденцію, природничі науки, охорону здоров'я і теологію.
Університет Копенгагена пропонує навчання для здобуття наукового ступеня в найрізноманітніших галузях. Процес здобуття ступенів розділений на три рівні. Після трьох років навчання за базовим університетським курсом студент здобуває ступінь бакалавра, а ще через два додаткові роки навчання — ступінь магістра. Від цієї моделі відрізняється тільки процес здобуття наукового ступеня в галузі теології, медицини та зуболікарської справи. Усі ступені магістра, здобуті в університеті Копенгагена, дають можливість продовжити навчання в університеті ще три роки, щоб здобути ступінь доктора.
Для іноземних студентів Копенгагенський університет пропонує багато спеціальних курсів, викладання яких ведеться англійською мовою.

## Структура
- Факультет теології
- Юридичний факультет
- Факультет суспільних наук

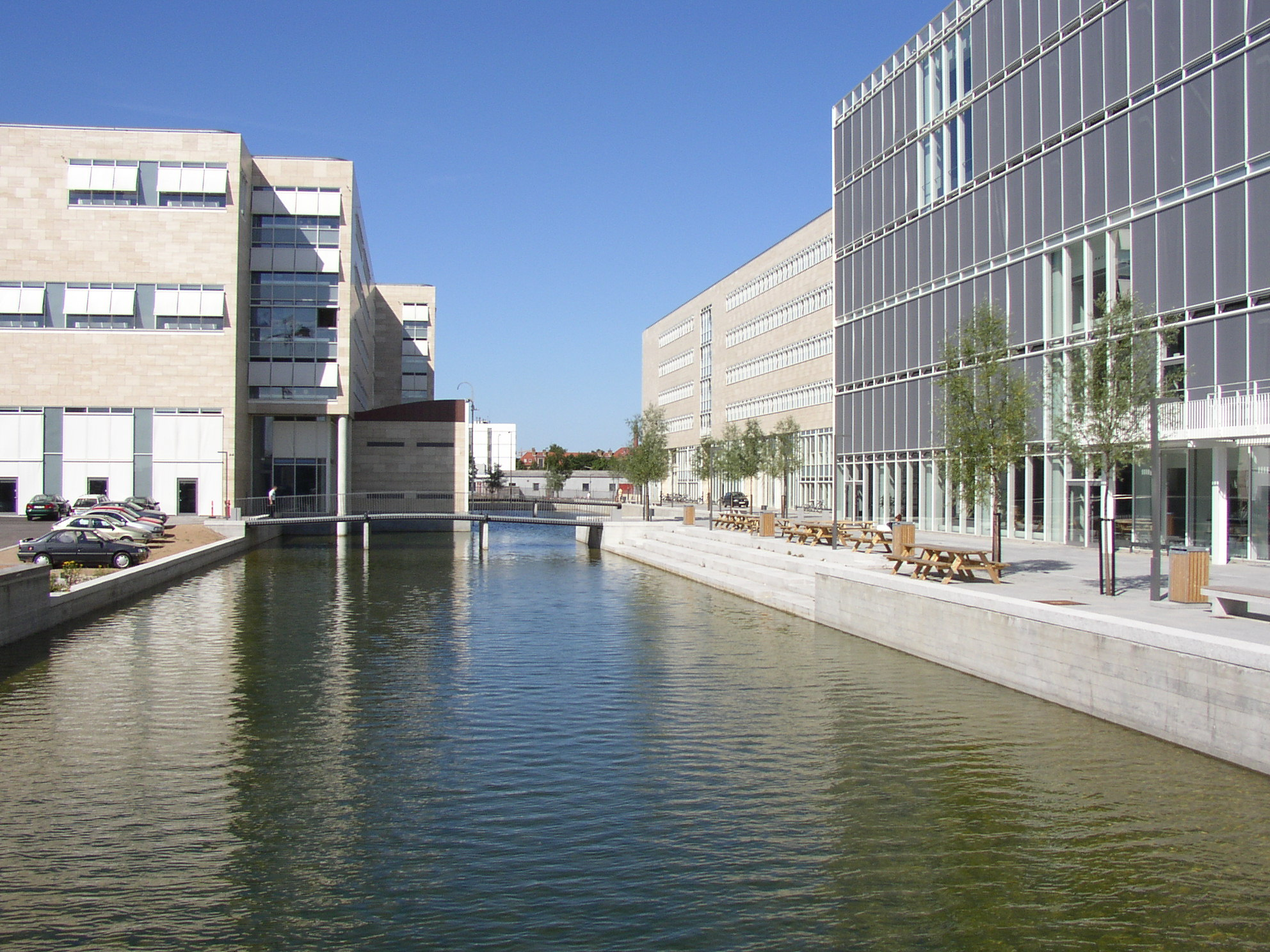
Філологічний та філософський факультети

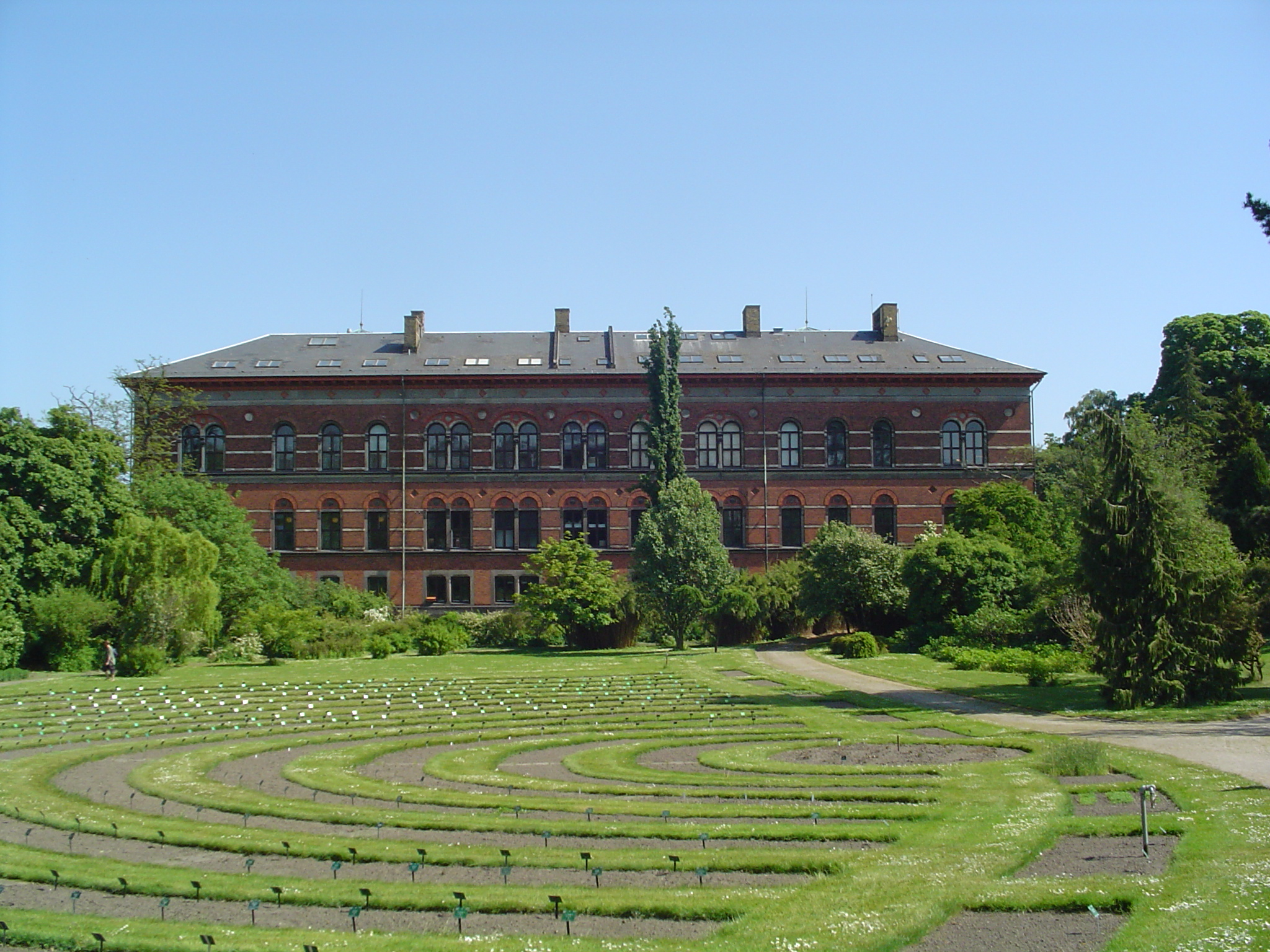
Музей геології

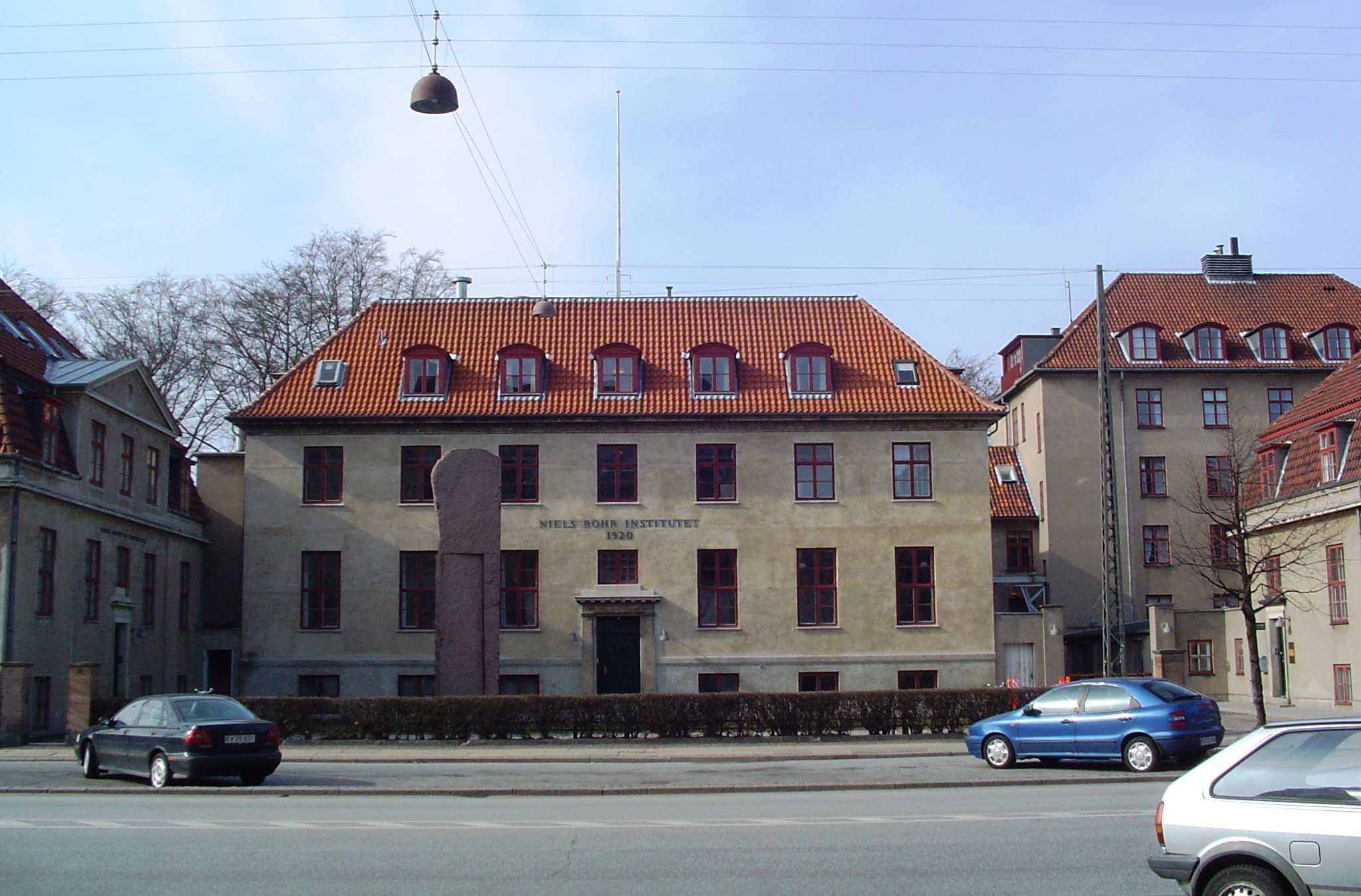
Інститут Нільса Бора

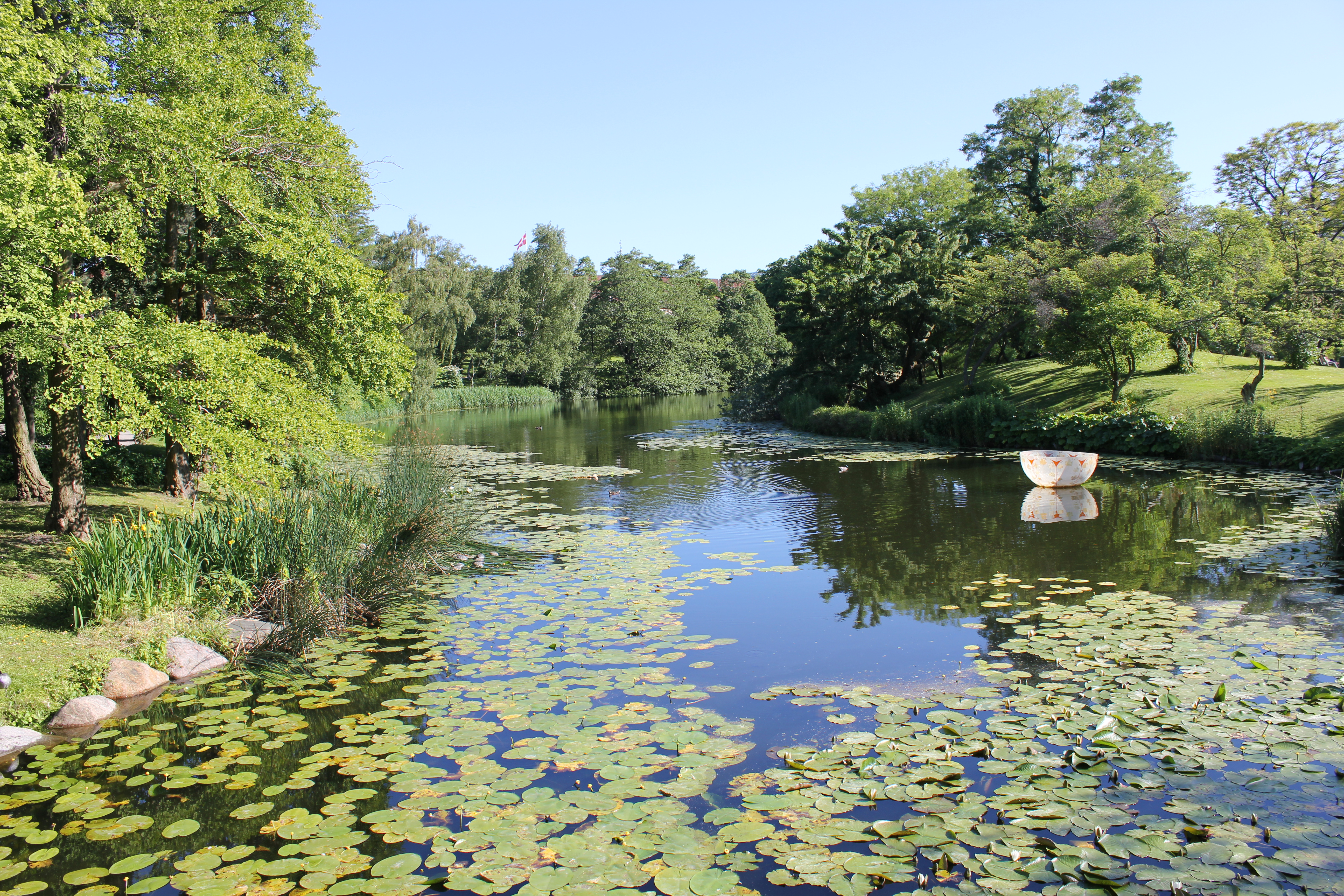
Ботанічний сад

- Факультет наук про здоров'я людини
- Гуманітарний факультет
- Факультет природничих наук

Зокрема, факультет природничих наук охоплює такі відділення та навчальні центри: Відділення:
- Арктична станція
- Відділення хімії
- Відділення теорії обчислювальних машин і систем
- Інститут геології
- Інститут біології
- Інститут фізкультури
- Інститут географії
- Інститут математичних наук
- Інститут молекулярної біології та фізіології
- Природничий музей Данії:
  - Ботанічний сад
  - Ботанічний музей
  - Геологічний музей
  - Зоологічний музей
- Інститут Нільса Бора (Інститут теоретичної астрономії, фізики і геофізики)

Центри:
- Центр біоінформатики
- Центр планетарних наук
- Центр філософії природи і наукових досліджень (CPNSS)
- Центр наукової освіти
- Центр суспільної еволюції і симбіозу
- Центр нанонаук

## Відомі випускники та викладачі

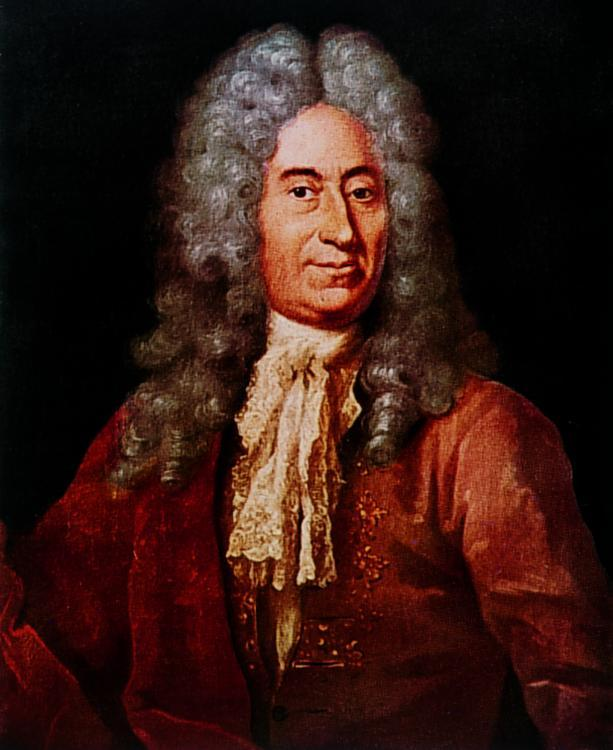
Оле Ремер

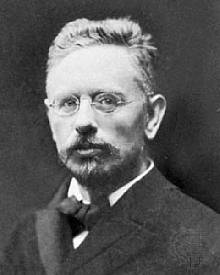
Отто Єсперсен

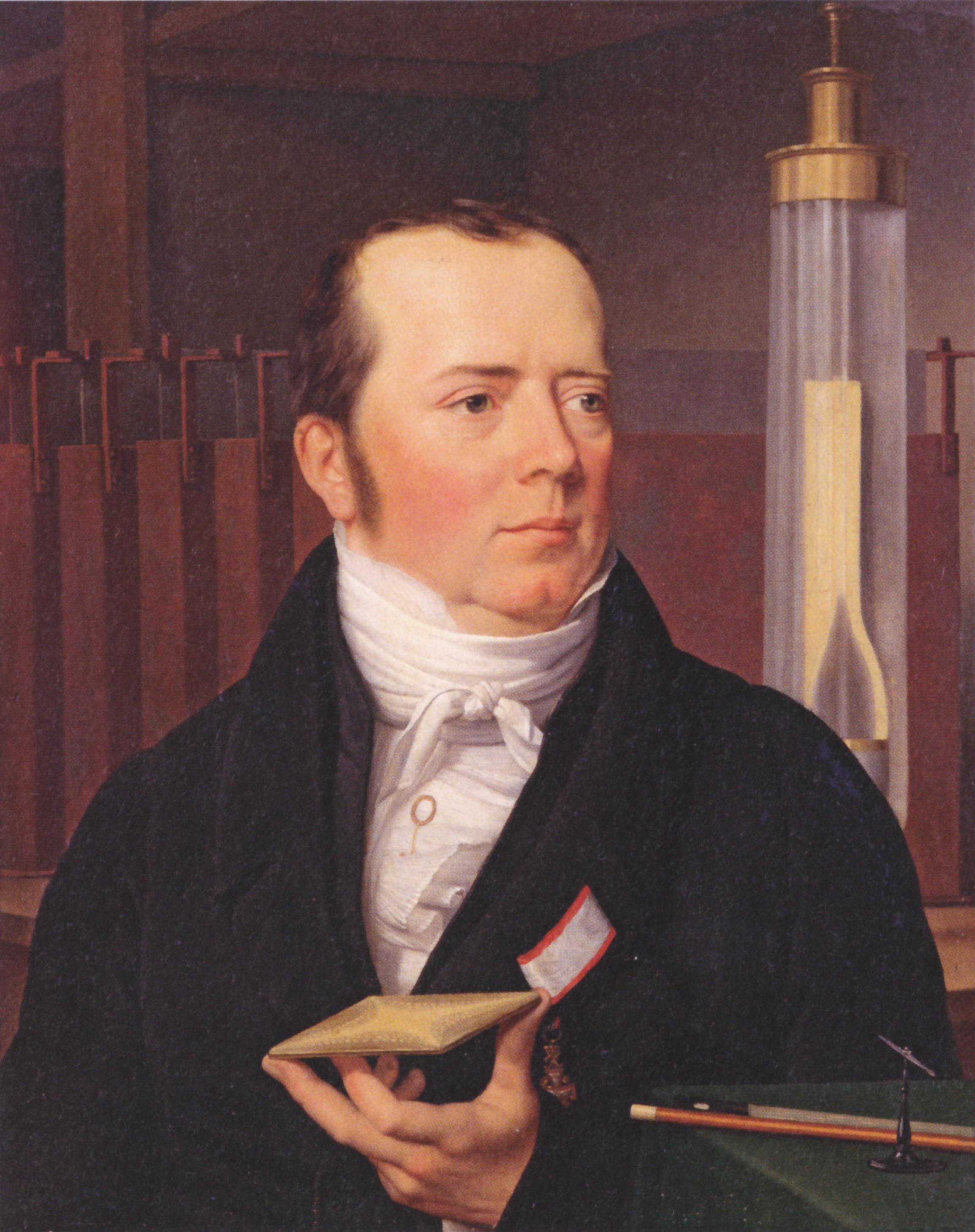
Ганс Крістіан Ерстед

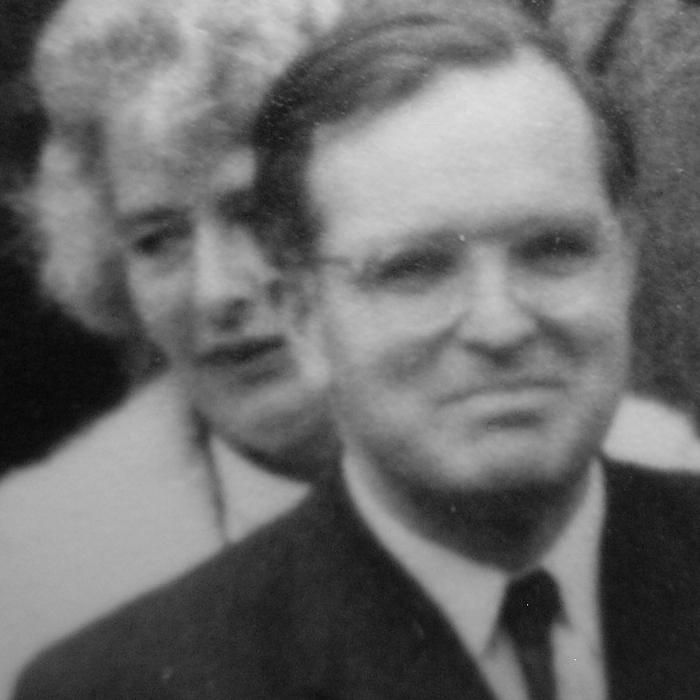
Оге Нільс Бор

- Аллен Карл Фердинанд (1811—1871) — данський археолог і історик.
- Вільгельм Йорген Бергзое (1835—1911) — данський письменник, поет, натураліст, нумізмат.
- Тихо Браге (1546—1601) — данський астроном, астролог і алхімік.
- Нільс Геммінгсен (1513—1600) — данський філософ, теолог.
- Йохан Ніколас Мадвіг (1804—1886) — данський філолог, державний діяч.
- Ганс Крістіан Грам (1853—1938) — данський бактеріолог.
- Арні Магнуссон (1663—1730) — історик, здійснив в Ісландії перший в Північній Європі перепис населення.
- Піт Хейн (1905—1996) — данський науковець, письменник, винахідник, художник та інженер.
- Кай Стренд (1907—2000) — данський та американський астроном.
- Бузько Дмитро Іванович (1891—1937) — український письменник і поет.
- Оле Ворм (1588—1655) — данський медик, колекціонер, натураліст.
- Оле Ремер (1644—1710) — данський астроном, який першим виміряв швидкість світла.
- Ганс Крістіан Ерстед (1777—1851) — фізик, дослідник електромагнетизму і хімік.
- Фрідріх Мюнтер (1761—1830) — німецько-данський учений, теолог, єпископ Зеландії (1808—1830)
- Ганс Петер Крістіан Меллер (1810—1845) — данський дослідник молюсків.
- Генріх Луї д'Арре (1822—1875) — німецький і данський астроном.
- Серен К'єркегор (1813—1855) — данський філософ і теолог, основоположник екзистенціалізму.
- Паудль Брієм (1856—1904) — член Альтингу.
- Крістен Раункер (1860—1938) — данський ботанік.
- Гейм Андрій Костянтинович (*1958) — радянський і нідерландський фізик, лауреат Нобелівської премії з фізики.
- Ейнар Герцшпрунг (1873—1967) — данський астроном.
- Йоганес Фібігер (1867—1928) — данський мікробіолог і патологоанатом, лауреат Нобелівської премії з фізіології або медицини.
- Мікаель Борг-Хансен (*1951) — данський дипломат, з 2009 по 2013 рік посол Данії в Україні.
- Отто Єсперсен (1860—1943) — данський лінгвіст.
- Оскар Клейн (1894—1977) — шведський фізик.
- Ейнар Мар Ґудмундссон (*1954) — ісландський романіст та поет.
- Свейтн Б'єрнссон (1881—1952) — ісландський політик, правник та дипломат, перший президент Республіки Ісландія.
- Аусґейр Аусґейрссон (1894—1972) — ісландський політик, прем'єр-міністр Ісландії з 1932 по 1934, другий президент країни з 1952 по 1968.
- Оге Нільс Бор (1885—1962) — данський фізик-теоретик, один з творців квантової механіки.
- Єнс Крістіан Скоу (1918—2018) — данський хімик, лауреат Нобелівської премії з хімії
- Новиков Ігор Дмитрович (*1935) — радянський російський астроном, астрофізик-теоретик і космолог.